# Marianne Brinckmeier
Marianne Brinckmeier (* 4. Juni 1940 in Hamburg) ist eine deutsche Politikerin (SPD). Die Journalistin war von 1989 bis 2001 Vize-Präsidentin des Abgeordnetenhauses von Berlin und von 1993 bis 2003 Vorsitzende des SFB-Rundfunkrats. Seit 2008 ist sie Stadtälteste von Berlin.

## Leben und Beruf

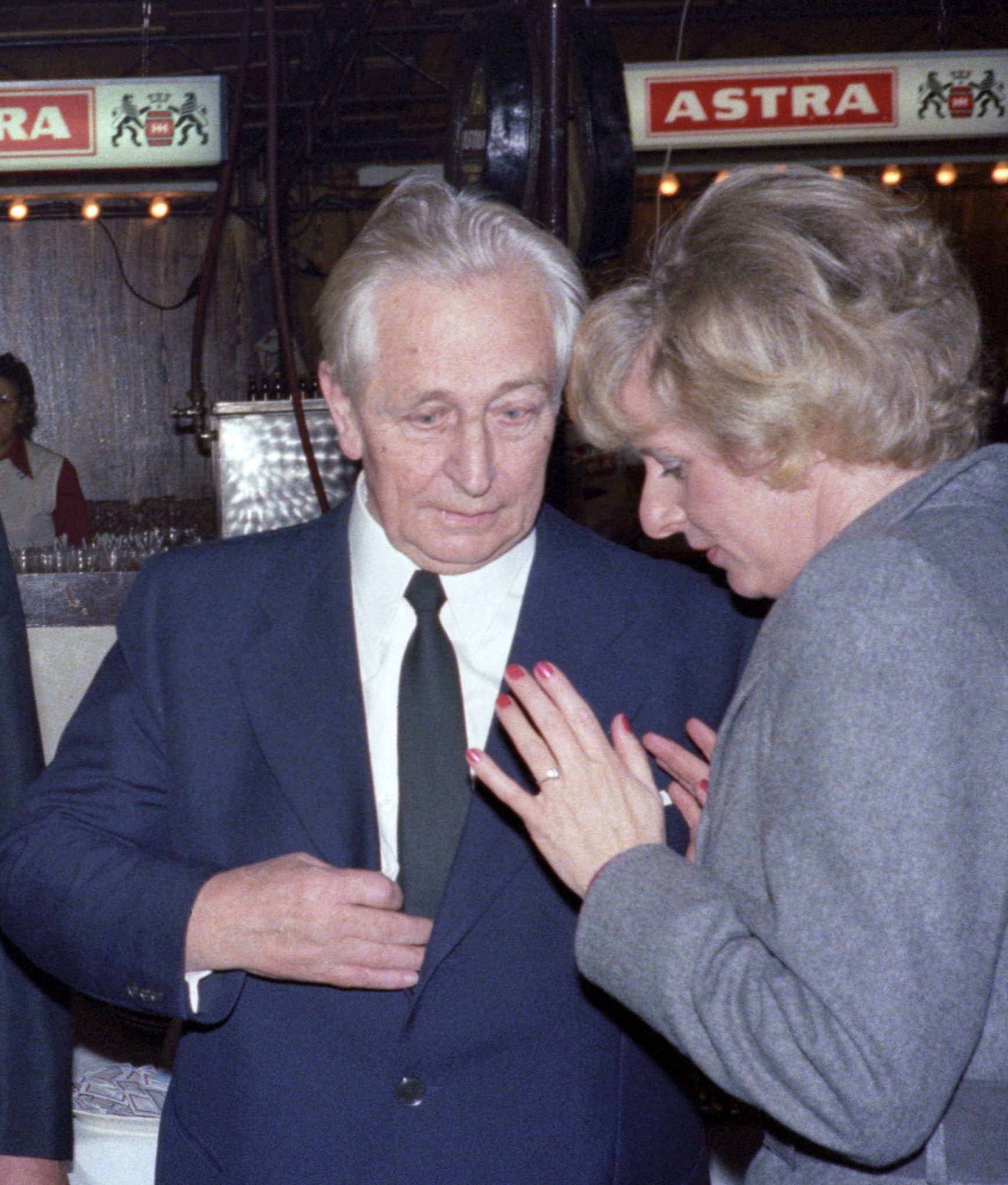
Brinckmeier mit ihrem Vater Friedrich Dethlefs (1978)

Die Tochter von Friedrich Dethlefs verbrachte ihre Kindheit und Jugend in Hamburg. Nach dem Abitur im Jahr 1960 studierte Brinckmeier Volkswirtschaftslehre in Hamburg, München und Berlin. Anschließend war sie als Journalistin freiberuflich tätig.
Von 1966 bis zu dessen Tod war sie mit dem deutschen Politiker Jürgen Brinckmeier (1935–1984) verheiratet.
Seit dem Jahr 1951 ist die fußballbegeisterte Politikerin Mitglied des HSV.

## Partei
Im Jahr 1957 trat Marianne Brinckmeier der SPD bei. Von 1976 bis 1984 war sie eine Abteilungsvorsitzende in Berlin-Neukölln. 1988 wurde Brinckmeier zur Stellvertretenden Landesvorsitzenden gewählt. Zwei Jahre später wurde sie beim ersten gemeinsamen Parteitag der West- und Ost-Berliner SPD in dieser Funktion bestätigt. Sie blieb insgesamt für sechs Jahre Stellvertretende Vorsitzende der Berliner SPD. Lange Jahre war Brinckmeier Kreis- und Landesdelegierte. Zurzeit ist sie Mitglied der Schiedskommission in der SPD Neukölln.

## Politik
Ihre politische Karriere begann Marianne Brinckmeier in der Bezirksverordnetenversammlung Neukölln. Dort war sie in den Jahren 1971 bis 1979 Mitglied, von 1975 bis 1979 auch als stellvertretende Fraktionsvorsitzende. 1979 wechselte Brinckmeier in das Berliner Abgeordnetenhaus, dessen Mitglied sie bis 2001 war. Im Jahr 1989 wurde Marianne Brinckmeier Vize-Präsidentin des Berliner Abgeordnetenhauses und blieb dies bis 2001.

## SFB/RBB
Marianne Brinckmeier war von 1993 bis 2003 Vorsitzende des SFB-Rundfunkrats und anschließend bis 2007 Mitglied des rbb-Verwaltungsrats. Die Rolle Brinckmeiers bei der Zusammenführung des SFB zum RBB beschreibt die Vorsitzende des RBB-Rundfunkrates Dagmar Reim in einer Presseerklärung ihr gegenüber folgendermaßen:
„Unser Sender, der rbb, verdankt Ihnen viel. Früh und entschieden haben Sie Weichen gestellt für das Zusammenwachsen von SFB und ORB, und als der Zug in Richtung Fusion fuhr, saßen Sie ganz vorn.“